# Eulepidotis mustela
Eulepidotis mustela är en fjärilsart som beskrevs av Druce 1889. Eulepidotis mustela ingår i släktet Eulepidotis och familjen nattflyn. Inga underarter finns listade i Catalogue of Life.